# Pero de Senra
Pero de Senra es el nombre de una variedad cultivar de manzano (Malus domestica). Esta manzana es originaria de Galicia, está cultivada en la colección de árboles frutales y banco de germoplasma de Mabegondo con el Nº 129; ejemplares procedentes de esquejes localizados en Santa Eulalia de Senra, parroquia del municipio de Oroso (La Coruña).

## Sinónimos
- "Manzana Pero de Senra",[4][5]
- "Maceira Pero de Senra".

## Características
El manzano de la variedad 'Pero de Senra' tiene un vigor vigoroso. Tamaño grande y porte erguido.
Época de inicio de brotación a partir del 17 de abril y de floración a partir del 13 de mayo.
Las hojas tienen una longitud del limbo de tamaño medio, con la máxima anchura del limbo es media. Longitud de las estípulas es corta y la máxima anchura de las estípulas es estrecha. Denticulación del borde del limbo es serrado, con la forma del ápice del limbo acuminado y la forma de la base del limbo es obtuso. Con subestípulas presentes.
Sus flores tienen una longitud de los pétalos es media, con una anchura de los pétalos estrecha, disposición de los pétalos libres entre sí, con una longitud del pedúnculo corta.
La variedad de manzana 'Pero de Senra' tiene un fruto de tamaño medio, de forma globoso-cónica, de color verde, con chapa a manchas, e intensidad pálida. Epidermis de textura suave, con pruina en su superficie y con presencia de cera media. Sensibilidad al "russeting" (pardeamiento áspero superficial que presentan algunas variedades) muy poco sensible. Con lenticelas de tamaño pequeño.
Los sépalos están dispuestos de forma variable, y superpuestos en su base; su fosa calicina es muy profunda y de una anchura ancha. Pedúnculo de grosor grueso y de longitud corto, siendo la cavidad peduncular de una profundidad media y de anchura media. Con pulpa de color blanca, cuya firmeza es intermedia y su textura intermedia; su jugosidad es intermedia, con sabor de acidez débil, y aromática.
Época de maduración y recolección desde el 24 de septiembre. 'Pero de Senra' es una manzana que su destino es la conservación de esta variedad en el banco de germoplasma de Mabegondo como reserva genética.

## Susceptibilidades
- Oidio: no presenta
- Moteado: no presenta
- Raíces aéreas: no presenta
- Momificado: no presenta
- Pulgón lanígero: ataque débil
- Pulgón verde: ataque fuerte
- Araña roja: no presenta
- Chancro del manzano: no presenta.[3]